# La Presita, Tamaulipas
La Presita är en ort i Mexiko.   Den ligger i kommunen Güémez och delstaten Tamaulipas, i den centrala delen av landet, 500 km norr om huvudstaden Mexico City. La Presita ligger 206 meter över havet och antalet invånare är 114.
Terrängen runt La Presita är platt. Runt La Presita är det ganska tätbefolkat, med 60 invånare per kvadratkilometer. Närmaste större samhälle är Guillermo Zúñiga, 4,1 km nordväst om La Presita. Omgivningarna runt La Presita är en mosaik av jordbruksmark och naturlig växtlighet.